# Newtonsche Abbildungsgleichung

Bildentstehung an einer Linse. Die Größen und sind rot markiert.

Die newtonsche Abbildungsgleichung ist eine nach dem englischen Physiker Isaac Newton benannte Formel der Strahlenoptik.
Sie lautet {\displaystyle f^{2}=z\cdot z'} und wird vielfach anstelle der Linsengleichung {\displaystyle {\frac {1}{f}}={\frac {1}{g}}+{\frac {1}{b}}} verwendet. Hierbei steht z bzw. z’ für die Differenz aus Gegenstandsweite bzw. Bildweite und Brennweite.

## Herleitung mit dem Strahlensatz
Betrachtet man den untersten vom Gegenstand G ausgehenden Strahl in der Abbildung, und den obersten zum Bild einfallenden Strahl (also die Strahlen durch die beiden Brennpunkte), so folgt aus dem Strahlensatz
{\displaystyle {\frac {G}{B}}={\frac {z}{f}}={\frac {f}{z'}}}
Hierbei sind {\displaystyle G} und {\displaystyle B} die Höhe des Gegenstandes bzw. Bildes.
Die newtonsche Abbildungsgleichung ergibt sich unmittelbar aus dem rechten Gleichheitszeichen durch Erweitern mit {\displaystyle fz'}.

## Herleitung aus der Linsengleichung
Die newtonsche Abbildungsgleichung ist äquivalent zur Linsengleichung:
{\displaystyle {\frac {1}{f}}={\frac {1}{g}}+{\frac {1}{b}}}
Es ergibt sich nach einfachen arithmetischen Umformungen:
{\displaystyle {\begin{aligned}f&={\frac {g\cdot b}{g+b}}\\f(g+b)&=g\cdot b\\f\cdot g+f\cdot b&=g\cdot b\end{aligned}}}
Nach Addition von {\displaystyle f^{2}-f\cdot g-f\cdot b} auf beiden Seiten erhält man
{\displaystyle {\begin{aligned}f^{2}&=g\cdot b-g\cdot f-b\cdot f+f^{2}\\&=(g-f)(b-f)\end{aligned}}}
was wegen
{\displaystyle \ z=g-f} und  {\displaystyle \ z'=b-f}
zum gewünschten Resultat führt.